# Nosaby IF
Nosaby IF, bildad 1956, är en fotbollsklubb i Nosaby i Kristianstad i Skåne, som 2024 spelar i Division 2 södra Götaland. Klubben spelar i blå tröjor och blå shorts och har under vissa säsonger även haft röda detaljer i matchdräkten. Klubben har en omfattande ungdomsverksamhet, med omkring 300 spelare i åldrarna 5-16 år. Klubbens hemmaplan heter Nya Wallbjörka.

## Historia
Föreningen bildades 1956 och har genomgått en förändring under de senaste 20 åren. Den började som en liten byaförening som spelade i division 7 och klättrade till att spela i division två. Föreningen har omkring 500 medlemmar och antalet aktiva spelare har tredubblats under de sista två decennierna. Flertalet, cirka 450, är ungdomar med ett 70-tal ledare. Klubben har omkring 25 ungdomslag i seriespel. Nosaby IF har blivit en av de största ungdomsföreningarna i Kristianstad. Det stora flertalet spelare i klubben har fostrats i Nosaby IF och i närområdet.

## Spelartruppen
| Nr | Land    | Pos | Namn                    |
| -- | ------- | --- | ----------------------- |
| 48 | Sverige | MV  | Ufuk Tahtali            |
| 99 | Sverige | MV  | Leo Engkvist Qvarnström |
| 1  | Sverige |     | Max Aronsson            |
| 2  | Sverige |     | Philippe Edmonds        |
| 3  | Sverige | MB  | Armin Aganovic          |
| 4  | Sverige |     | Ameer Naseer Naji Naji  |
| 5  | Sverige |     | Philip Persson          |
| 6  | Sverige |     | Joel Fasth              |
| 7  | Sverige | MF  | Tristan Hedman          |
| 8  | Sverige | MF  | Teddy Bergqvist         |
| 9  | Sverige | A   | Emil Vaughan            |
| 10 | Sverige | MF  | Armend Selimi           |

| Nr | Land    | Pos | Namn                        |
| -- | ------- | --- | --------------------------- |
| 11 | Sverige | MF  | Eldin Kofrc                 |
| 12 | Sverige | A   | Andreas Grahm               |
| 13 | Sverige | MF  | Ahmed-Yasin Hemande         |
| 14 | Sverige | F   | Kevin Sjöström              |
| 15 | Sverige | MF  | Philip Bengtsson-Hörnebrant |
| 16 | Sverige |     | Euron Hajdari               |
| 17 | Sverige | YM  | Astrit Mehmeti              |
| 18 | Sverige | F   | Erik Olofsson               |
| 19 | Sverige | MF  | Lassiné Traoré              |
| 20 | Sverige | MF  | Harry Thomasson             |
| 21 | Sverige | A   | Adrian Sutalo               |
| 34 | Sverige | MF  | Infamara Rodrigues Da Costa |